# Zuid-Korea op de Olympische Winterspelen 1992
Tijdens de Olympische Winterspelen van 1992, die in Albertville (Frankrijk) werden gehouden, nam Zuid-Korea voor de elfde keer deel.

## Medailleoverzicht
| Sport      | Olympiër                                       | Discipline           | Medaille |
| ---------- | ---------------------------------------------- | -------------------- | -------- |
| Shorttrack | Kim Ki-hoon                                    | 1000 m (m)           | Goud     |
| Shorttrack | Kim Ki-hoon Lee Joon-ho Mo Ji-soo Song Jae-kun | 5000 m aflossing (m) | Goud     |
| Schaatsen  | Kim Yun-man                                    | 1000 m (m)           | Zilver   |
| Shorttrack | Lee Joon-ho                                    | 1000 m (m)           | Brons    |

## Deelnemers en resultaten

### Alpineskiën
| Olympiër       | Discipline       | Resultaat | Prestatie                                                                                   |
| -------------- | ---------------- | --------- | ------------------------------------------------------------------------------------------- |
| Choi Yong-hee  | afdaling (m)     | 39e       | 2.04,85 (+14,48)                                                                            |
| Choi Yong-hee  | super g (m)      | 63e       | 1.22,75 (+9,71)                                                                             |
| Choi Yong-hee  | reuzenslalom (m) | dnf-2     | opgave run 2 1.17,53+dnf                                                                    |
| Choi Yong-hee  | slalom (m)       | 40e       | 2.03,05 (+18,66) 1.00,76+1.02,29                                                            |
| Choi Yong-hee  | combinatie (m)   | 32e       | 221,6 p. (+207,02) afdaling: 109,17 p. (1.55,68) slalom: 112,43 p. (2.00,97: 1.02,06+58,91) |
| Hur Seung-wook | super g (m)      | 54e       | 1.20,96 (+7,92)                                                                             |
| Hur Seung-wook | reuzenslalom (m) | dq-2      | diskwalificatie run 2 1.13,99+dq                                                            |
| Hur Seung-wook | slalom (m)       | dnf-2     | opgave run 2 1.01,19+dnf                                                                    |
| Hur Seung-wook | combinatie (m)   | dnf-s1    | opgave slalom run 1 afdaling: 1.55,27                                                       |

### Biatlon
| Olympiër                                                    | Discipline             | Resultaat | Prestatie |
| ----------------------------------------------------------- | ---------------------- | --------- | --- |
| Han Myung-hee                                               | 10 km (m)              | 90e       | 35.48,9 (+9.46,6) pen.: 5 (2 + 3)                                                                                            |
| Han Myung-hee                                               | 20 km (m)              | 89e       | 1:19.28,1 (+22.53,7) pen.: 8 (2 + 4 + 0 + 2)                                                                                 |
| Hong Byung-sik                                              | 10 km (m)              | 84e       | 32.59,2 (+6.56,9) pen.: 3 (1 + 2)                                                                                            |
| Hong Byung-sik                                              | 20 km (m)              | 87e       | 1:15.06,7 (+18.32,3) pen.: 4 (1 + 1 + 0 + 2)                                                                                 |
| Jang Dong-lin                                               | 10 km (m)              | 88e       | 34.44,2 (+8.41,9) pen.: 4 (2 + 2)                                                                                            |
| Jang Dong-lin                                               | 20 km (m)              | 88e       | 1:17.06,9 (+20.32,5) pen.: 7 (3 + 0 + 3 + 1)                                                                                 |
| Kim Woon-ki                                                 | 10 km (m)              | 89e       | 35.05,8 (+9.03,5) pen.: 2 (0 + 2)                                                                                            |
| Team Kim Woon-ki Hong Byung-sik Jang Dong-lin Han Myung-hee | 4x7,5 km estafette (m) | 21e       | 1:47.24,4 (+22.40,9) pen.: 1 27.16,6 pen.: 0 (0 + 0) 25.26,3 pen.: 0 (0 + 0) 27.44,9 pen.: 1 (1 + 0) 26.56,6 pen.: 0 (0 + 0) |

### Kunstrijden
| Olympiër     | Discipline | Resultaat | Prestatie                               |
| ------------ | ---------- | --------- | --------------------------------------- |
| Jung Sung-il | mannen     | 21e       | 31,5 p. (korte kür: 21 - lange kür: 21) |
| Lee Eun-hee  | vrouwen    | 28e       | dnq (korte kür: 28)                     |

### Langlaufen
| Olympiër                                                   | Discipline                    | Resultaat | Prestatie                                            |
| ---------------------------------------------------------- | ----------------------------- | --------- | ---------------------------------------------------- |
| Ahn Jin-soo                                                | 10 km klassiek (m)            | 77e       | 34.26,4 (+6.50,4)                                    |
| Ahn Jin-soo                                                | 30 km klassiek (m)            | 70e       | 1:40.24,7 (+17.56,9)                                 |
| Ahn Jin-soo                                                | achtervolging 10 km+15 km (m) | 79e       | +15.12,3 (10 km:34.26 + 15 km:46.24,2)               |
| Kim Kwang-rae                                              | 10 km klassiek (m)            | 85e       | 35.26,8 (+7.50,8)                                    |
| Kim Kwang-rae                                              | 30 km klassiek (m)            | 71e       | 1:41.34,4 (+19.06,6)                                 |
| Kim Kwang-rae                                              | achtervolging 10 km+15 km (m) | 81e       | +15.49,5 (10 km:35.26 + 15 km:46.01,4)               |
| Park Byung-chul                                            | 10 km klassiek (m)            | 40e       | 31.10,0 (+3.34,0)                                    |
| Park Byung-chul                                            | 30 km klassiek (m)            | 55e       | 1:33.01,8 (+10.34,0)                                 |
| Park Byung-chul                                            | achtervolging 10 km+15 km (m) | 51e       | +7.18,5 (10 km:31.10 + 15 km:41.46,4)                |
| Wi Jae-wook                                                | 10 km klassiek (m)            | 95e       | 36.53,7 (+9.17,7)                                    |
| Wi Jae-wook                                                | 30 km klassiek (m)            | dnf       | opgave                                               |
| Wi Jae-wook                                                | achtervolging 10 km+15 km (m) | 86e       | +17.37,2 (10 km:36.53 + 15 km:46.22,1)               |
| Team Park Byung-chul Ahn Jin-soo Wi Jae-wook Kim Kwang-rae | 4x10 km estafette (m)         | 15e       | 2:01.01,4 (+21.35,4) 28.09,6 29.31,2 32.44,2 30.36,4 |

### Schaatsen
| Olympiër        | Discipline | Resultaat | Prestatie        |
| --------------- | ---------- | --------- | ---------------- |
| Jegal Sung-yeol | 500 m (m)  | 12e       | 37,71 (+0,57)    |
| Jegal Sung-yeol | 1000 m (m) | 26e       | 1.17,34 (+2,49)  |
| Kim Yun-man     | 500 m (m)  | 10e       | 37,60 (+0,46)    |
| Kim Yun-man     | 1000 m (m) | Zilver    | 1.14,86 (+0,01)  |
| Lee In-hoon     | 500 m (m)  | 31e       | 38,74 (+1,60)    |
| Lee In-hoon     | 1000 m (m) | 39e       | 1.19,08 (+4,23)  |
| Oh Yong-seok    | 1500 m (m) | 39e       | 2.02,17 (+7,36)  |
| Oh Yong-seok    | 5000 m (m) | 23e       | 7.25,31 (+25,34) |
|                 |            |           |                  |
| You Sun-hee     | 500 m (v)  | 9e        | 41,28 (+0,95)    |
| You Sun-hee     | 1000 m (v) | 11e       | 1.23,49 (+1,59)  |

### Shorttrack
| Olympiër                                       | Discipline           | Resultaat | Prestatie                                                                   |
| ---------------------------------------------- | -------------------- | --------- | --------------------------------------------------------------------------- |
| Kim Ki-hoon                                    | 1000 m (m)           | Goud      | Finale: 1.30,76, hf 2 (1e): 1.32,12, kf 3 (1e): 1.32,67, vr 7 (1e): 1.33,79 |
| Lee Joon-ho                                    | 1000 m (m)           | Brons     | Finale: 1.31,16, hf 1 (1e): 1.31,27, kf 1 (1e): 1.33,51, vr 5 (2e): 1.39,30 |
| Song Jae-kun                                   | 1000 m (m)           | 20e       | dnq, vr 6 (3e): 1.37,86                                                     |
| Kim Ki-hoon Lee Joon-ho Mo Ji-soo Song Jae-kun | 5000 m aflossing (m) | Goud      | Finale: 7.14,02, hf 1 (1e): 7.20,57, vr 1 (1e): 7.14,07                     |
|                                                |                      |           |                                                                             |
| Kim So-hee                                     | 500 m (v)            | 9e        | dnq, kf 4 (3e): 54,90, vr 1 (1e): 50,99                                     |
| Chun Lee-kyung                                 | 500 m (v)            | 12e       | dnq, kf 3 (3e): 48,25, vr 2 (2e): 48,18                                     |

Algerije · Amerikaanse Maagdeneilanden · Andorra · Argentinië · Australië · België · Bermuda · Bolivia · Brazilië · Bulgarije · Canada · Chili · China · Chinees Taipei · Costa Rica · Cyprus · Denemarken · Duitsland · Estland · Filipijnen · Finland · Frankrijk · Gezamenlijk team · Griekenland · Groot-Brittannië · Honduras · Hongarije · Ierland · IJsland · India · Italië · Jamaica · Japan · Joegoslavië · Kroatië · Letland · Libanon · Liechtenstein · Litouwen · Luxemburg · Marokko · Mexico · Monaco · Mongolië · Nederland · Nederlandse Antillen · Nieuw-Zeeland · Noord-Korea · Noorwegen · Oostenrijk · Polen · Puerto Rico · Roemenië · San Marino · Senegal · Slovenië · Spanje · Swaziland · Tsjecho-Slowakije · Turkije · Verenigde Staten · Zuid-Korea · Zweden · Zwitserland